# Pålidelighed
Pålidelighed er yderst bredt og dækker en række teknikker til og teorier om anskuelse af en konstruktions egenskaber mht. bevarelse af dens oprindelige og tilsigtede egenskaber.
Pålidelighedsbegrebet anvendes i en række tekniske sammenhænge, og pålidelighed som teknisk disciplin og som branche er i kraftig vækst.
Med konstruktion menes enhver teknisk funktion eller egenskab eller samling af tekniske funktionerer og egenskaber. Dette dækker f.eks. software, elektroniske komponenter, kunststoffer og mekanik.